# 大学知的財産本部整備事業
大学知的財産本部整備事業（だいがくちてきざいさんほんぶせいびじぎょう）とは、特許等知的財産の機関帰属への移行を踏まえ、大学等における知的財産の創出・取得・管理・活用を戦略的に実施する体制の整備を支援するため、文部科学省では2003年（平成15年）度より「大学知的財産本部整備事業」を実施することとした。既に全国の国立大学・公立大学・私立大学・高等専門学校・大学共同利用機関から合計83件の申請が提出され、審査結果が2003年（平成15年）7月15日に取りまとめられた。

## 概要
- 目的

特許等知的財産の機関管理への移行を踏まえ、大学等における知的財産の創出・取得・管理・活用を戦略的に実施するため、全学的な知的財産の管理・活用を図る「大学知的財産本部」を整備し、知的財産の活用による社会貢献を目指す大学づくりを推進することを目的とする。
- 対象

国公私立大学、国公私立高等専門学校及び大学共同利用機関
- 事業内容

全国30程度の大学等を採択。事業は、原則として5年間継続予定とし、2年経過後に中間評価を実施。

## 知財本部機関

### 北海道・東北地区
- 北海道大学
- 岩手大学
- 東北大学
- 筑波大学
- 群馬大学
- 埼玉大学

### 首都圏地区
- 東京大学
- 東京医科歯科大学
- 東京農工大学
- 東京工業大学
- 東京海洋大学
- 電気通信大学
- 横浜国立大学
- 東京理科大学
- 慶應義塾大学
- 東海大学
- 日本大学
- 明治大学
- 早稲田大学

### 北陸・東海地区
- 山梨大学
- 静岡大学
- 名古屋大学
- 北陸先端科学技術大学院大学

### 近畿地区
- 京都大学
- 大阪大学
- 神戸大学
- 奈良先端科学技術大学院大学
- 大阪府立大学
- 立命館大学

### 中国・四国・九州地区
- 広島大学
- 山口大学
- 徳島大学
- 九州大学
- 熊本大学

### 大学共同利用機関
- 情報・システム研究機構
- 人間文化研究機構
- 自然科学研究機構
- 高エネルギー加速器研究機構

## 評価
「大学知的財産本部整備事業」実施機関中間評価結果はAランクからCランクで評価された。評価の考え方は以下のとおり。
- A： 優れた体制が構築され、計画以上に効果的な取組が行われている。
- B： 概ね適切な体制が構築され、計画を踏まえて順調な取組が行われている。
- C： 体制が構築され、計画を踏まえた取組が始まっているが、不十分な点もある。

| 機関名                     | 分類 | コメント（冒頭部分） |
| -------------------------- | ---- | --- |
| 北海道大学                 | 国立 | 教員の特許知識等の向上のための商用特許データベースの導入や、知財リサーチャーとしてポスドク等を活用し、人材育成にも努めているなどバランス良く活動している。                                                                                                   |
| 東北大学                   | 国立 | TLOとの関係など体制整備を進める上で問題点を適切に抽出し、改善している点は評価ができ、今後の活動にも期待したい。 |
| 東京大学                   | 国立 | 知的財産本部、株式会社東京大学TLO及び株式会社東京大学エッジキャピタルの一体的な運営により、共同研究等による知財の創出から知財の一元的管理、ベンチャー起業や技術移転など知財の活用まで円滑かつ活発にバランス良く活動している。                                |
| 東京農工大学               | 国立 | 大学院共生科学技術研究部の部門・拠点毎にリエゾン担当教員を配置するなど実務的実行体制が整備され、意欲的に活動している。 |
| 東京工業大学               | 国立 | 所期の計画通りに体制が構築されており、発明件数、共同研究等の実績に加え、リエゾン活動やライセンシング活動のアクティビティも高い。 |
| 電気通信大学               | 国立 | 計画は着実かつ堅実に進んでおり、TLOの活用も含め工学系単科大学の特徴を活かしたコンパクトでパフォーマンスのよい活動が行われている。 |
| 名古屋大学                 | 国立 | 迅速な処理体制の整備やTLOとの緊密な連携など計画は順調に進捗している。また、特に利益相反マネジメント体制をいち早く整え、その普及に努めるなど他大学への普及活動は評価できる。                                                                                  |
| 京都大学                   | 国立 | 大規模な大学ではあるものの、外部のリソースの活用などにも工夫をしながら着実に計画を達成しつつある。 |
| 山口大学                   | 国立 | 専門人材を活用し、着実に体制整備を進めているとともに、学生を活用した情報検索インストラクター、知財教本の出版、研究ノートの配付などの地道な活動により実績を上げていることは評価できる。                                                                       |
| 九州大学                   | 国立 | 組織対応型連携事業や要請対応型連携事業など企業のニーズを踏まえた取組やベンチャー企業の創出などに積極的に取り組んでいるほか、研究室訪問によるシーズの発掘や発明毎に専任のアソシエイトによるマネジメントを行うなどきめ細かな対応にも取り組み、バランスが良い。 |
| 奈良先端科学技術大学院大学 | 国立 | 組織・方針が明確・具体的であり、出口を重視した知財の管理・活用体制が整備されている。 |
| 慶應義塾大学               | 私立 | これまでの実績や人材育成という面でも優れた取組であり、私立大学のモデルといえる存在である。 |
| 早稲田大学                 | 私立 | 採択以前より基本的な体制は整備されていたが、本事業により知的財産戦略研究所等を新設し、機能を強化していることは評価できる。 |
| 立命館大学                 | 私立 | 知財業務とリエゾンオフィス業務を一体化したワンストップサービスを構築するなど実効的な体制を整備している。 |

## 産学官連携
文部科学省では、2003年（平成15年）度より、大学等における知的財産の戦略的な創出・管理・活用の体制整備を推進するため「大学知的財産本部整備事業」を実施し、モデルとなる実施機関において体制を構築するとともに、他大学への普及を図っている。2007年（平成19年）度においては、本事業の一環として、新たに、大学知的財産本部について国際機能の強化を図るべく、「国際的な産学官連携の推進体制」を整備することとした。本事業の対象機関から合計33件（複数機関による申請を含む）の申請が提出されたが、このたび外部有識者からなる審査委員会の審査結果を経て、対象機関を選定したので公表するものである。

### 国際的な産学官連携の推進体制
大学等における国際的な産学官連携活動を強化し、我が国の国際競争力の向上を図るため、これまでの取組や実績を踏まえ実施可能性等について配慮した上で、以下の12件の構想を選定。
| 機関名                     | 分類 |
| -------------------------- | ---- |
| 東北大学                   | 国立 |
| 東京大学                   | 国立 |
| 東京医科歯科大学           | 国立 |
| 東京農工大学               | 国立 |
| 東京工業大学               | 国立 |
| 慶應義塾大学               | 私立 |
| 名古屋大学                 | 国立 |
| 京都大学                   | 国立 |
| 立命館大学                 | 私立 |
| 大阪大学                   | 国立 |
| 奈良先端科学技術大学院大学 | 国立 |
| 九州大学                   | 国立 |

### 特色ある国際的な産学官連携の推進機能支援プログラム
「大学知的財産本部整備事業」国際的な産学官連携の推進体制整備に応募した機関の中から、大学の規模、教育研究分野、地域等を踏まえた独創的で注目すべき機能や手法を含むと認められるもの（5件）を特に選定し、特色ある国際的な産学官連携の推進機能を支援。
| 機関名              | 分類 |
| ------------------- | ---- |
| 北海道大学          | 国立 |
| 山梨大学・新潟大学  | 国立 |
| 東京理科大学他2機関 | 私立 |
| 早稲田大学          | 私立 |
| 九州工業大学        | 国立 |

## 推移
文部科学省は2003年（平成15年）度から5年間実施してきた「大学知的財産本部整備事業」の後継施策となる「産学官連携戦略展開事業」の施策内容を2008年（平成20年）2月4日に公表した。2008年（平成20年）度から始まる同事業の予算規模は約28億2000万円の見通し。公募の締め切りは2008年（平成20年）3月28日で，応募対象は国立・公立・私立大学や大学共同利用機関法人，国立・公立・私立高等専門学校である。知的財産本部（名称は各大学で異なる）を設けて産学官連携活動を活発化している日本の有力な研究大学各校は争って応募すると見られる。